# Витамин B14
Пирролохинолинхинон, также пирролохинолин хинон, PQQ (pyrroloquinoline quinone), ошибочно «Витамин B14» — водорастворимый триглицерид хинон, широко распространён в тканях растений и животных. Органическое соединение, изначально считалось витамином, хотя позднее было выяснено, что относится к витаминоподобным соединениям. Поэтому был исключен из группы витаминов и стал относиться к категории коферментов. За счёт своего действия в качестве окислительно-восстановительного агента в клетках, он может менять передачу сигнала и предположительно поддерживать митохондриальную функцию.
PQQ значительно эффективнее других биологических  антиоксидантов, например, он в 30–5000 раз эффективнее аскорбиновой кислоты (витамин С).

## История
Был открыт Ж.Г. Хаугом, как простетическая группа глюкозо-дегидрогеназы, которая не содержит никотинамид и рибофлавин в своем составе.

## Биологические свойства и роль
PQQ обладает нейропротекторным действием, которое, было показано, имеет эффект на сохранение памяти и мышления у стареющих животных .